# Norman Gimbel
Norman Gimbel, né le 16 novembre 1927 et mort le 19 décembre 2018, est un parolier américain. Il est notamment connu pour avoir écrit les paroles en anglais de nombreux succès internationaux tels que Quien será, Samba de Verão, Garota de Ipanema, Insensatez, Água de Beber, Meditação, et le thème principal des Parapluies de Cherbourg.  

## Biographie
Norman Gimbel est né le 16 novembre 1927 à Brooklyn, New York, fils de Lottie (Nass) et de l'homme d'affaires Morris Gimbel. Ses parents étaient des immigrants juifs autrichiens. Ayant appris la musique en autodidacte, il a commencé sa carrière de parolier au début des années cinquante. Il a commencé à se faire connaitre en 1954 avec l'adaptation en anglais de la chanson Quien será sous le titre de Sway, qui fut enregistrée par Dean Martin. Norman Gimbel était membre de l'Academy of Motion Picture Arts and Sciences depuis 1970. En 1984, il a été intronisé au Songwriters Hall of Fame. Il est décédé le 19 décembre 2018 à Montecito, Californie, à l'âge de 91 ans. 

## Parolier en anglais de succès internationaux

### Adaptation des chansons d'Antônio Carlos Jobim
En 1963, l'éditeur de musique Lou Levy a présenté Gimbel au jeune compositeur brésilien de bossa nova Antônio Carlos Jobim. À la suite de cette rencontre, Gimbel a créé les paroles anglaises de plusieurs chansons de Jobim: Insensatez (How Insensitive), Garota de Ipanema (The Girl from Ipanema), Meditação (Meditation), et Só Danço Samba (Jazz'n Samba). Ces titres sont devenus des standards du jazz et de la bossa nova. 

### Chansons tirées desParapluies de Cherbourg
Norman Gimbel a également adapté en 1964 deux chansons de Michel Legrand et Jacques Demy, écrites pour le film Les Parapluies de Cherbourg, qui ont connu un grand succès dans leur version anglaise.  Devant le garage, le thème principal du film, sous le titre d'I Will Wait for You, et Le récit de Cassard sous le titre de Watch What Happens. Parmi les interprètes de ces deux chansons, on peut notamment citer Astrud Gilberto, Johnny Mathis, Tony Bennett, Frank Sinatra, et Liza Minnelli,.

### Autres adaptations de Norman Gimbel[2]
- Ho Ba La La (Hô-bá-lá-lá chanson de João Gilberto)
- Let Go (Canto de Ossanha chanson de Baden Powell)
- Sweet Happy Life (Samba de Orfeu chanson de Luiz Bonfá)
- Only Love (L'amour en héritage chanson de Nana Mouskouri)
- I Will Follow Him (Chariot chanson de Petula Clark)
- You'll See (Crois-moi, ça durera chanson de Gilbert Bécaud)
- Bluesette (paroles anglaises ajoutées à la composition du même nom du joueur d'harmonica belge Toots Thielemans)

## Carrière à Hollywood
À l'automne 1967, Norman Gimbel s'est installé à Los Angeles, où il s'est consacré au cinéma et à la télévision. Parmi les compositeurs hollywoodiens avec lesquels il a travaillé figurent Elmer Bernstein, Bill Conti, Jack Elliott, Charles Fox, Dave Grusin, Maurice Jarre, Quincy Jones, Fred Karlin, Francis Lai, Peter Matz, Lalo Schifrin, David Shire et Patrick Williams.
Gimbel a reçu quatre nominations aux Golden Globes. La première pour la chanson Circles in the Water (sur une musique de Francis Lai), version américaine du thème du film français Vivre pour vivre de 1967, tandis que la seconde récompensait Stay (écrite avec le compositeur Ernest Gold), entendu dans le film de 1969 Le Secret de Santa Vittoria. Les deux autres nominations pour la chanson Richard's Window du film de 1975 Un jour, une vie et la chanson Ready to Take a Chance Again du film Foul Play de 1978. Ces deux dernières chansons ont également été nommées aux Oscars.
En 1973, Gimbel connut un autre grand succès lorsque Roberta Flack chanta une reprise de Killing Me Softly with His Song. Co-écrit avec Charles Fox, elle a été créée à l'origine pour la chanteuse de cabaret Lori Lieberman, après qu'elle eut partagé avec eux un poème qu'elle avait écrit après avoir vu Don McLean en concert. La chanson lui a valu le Grammy Award de la chanson de l'année. La même année, la chanson I Got a Name, enregistrée par Jim Croce et tirée du film The Last American Hero, a été élue « meilleure chanson de film » par le Young New York Film Critics. En 1979, il a reçu sa seule nomination aux Emmy pour la chanson écrite pour la série télévisée The Paper Chase. L'année 1980 a été une année faste pour Norman Gimbel, avec la victoire de l'Oscar de la meilleure chanson originale pour It Goes Like It Goes, écrite avec David Shire pour le film Norma Rae.
Poursuivant ses relations de travail avec Charles Fox, Gimbel a écrit les paroles des chansons de plusieurs séries télévisées, notamment The Bugaloos, Happy Days, Laverne and Shirley, Angie et Wonder Woman.